# Instytut Nauk Pedagogicznych Uniwersytetu Opolskiego
Instytut Nauk Pedagogicznych Uniwersytetu Opolskiego – jednostka dydaktyczno-naukowa należąca do struktur Wydziału Nauk Społecznych Uniwersytetu Opolskiego. Dzieli się na 3 katedry, 4 zakłady i 2 pracownie naukowe. Posiada uprawnienia do nadawania stopnia naukowego doktora. Prowadzi działalność dydaktyczną i badawczą związaną z szeroko pojętą pedagogiką w jej różnych aspektach oraz historią wychowania i oświaty. Instytut oferuje studia na kierunkach – pedagogika oraz praca socjalna i studia podyplomowe. Aktualnie na instytucie kształci się studentów w trybie dziennym i zaocznym. Jego kadrę naukową tworzy 32 pracowników naukowo-dydaktycznych, w tym: 4 profesorów zwyczajnych, 6 profesorów nadzwyczajnych ze stopniem doktora habilitowanego, 18 adiunktów ze stopniem doktora oraz 4 asystentów z tytułem zawodowym magistra. Siedzibą instytutu jest główny gmach Uniwersytetu Opolskiego, mieszczący się przy ul. Oleskiej 48.
Instytut Nauk Pedagogicznych powstał jako jedna z pierwszych tego typu jednostek działających w Wyższej Szkole Pedagogicznej w Opolu w 1973 roku, którego twórcami byli naukowcy przybyli w znacznej części z Uniwersytetu Wrocławskiego i Akademii Medycznej im. Piastów Śląskich we Wrocławiu. Związanych z nim było wielu wybitnych badaczy, m.in.: Witold Kruk-Ołpiński, Janina Czyżewska, Józef Madeja. Pracownicy naukowi instytutu zajmowali też często najważniejsze stanowiska w hierarchii uczelnianej – rektorów: Jan Zborowski (1954–1956), Tadeusz Gospodarek (1972–1981), Franciszek Marek (1995–1996) oraz prorektora: Zygmunt Łomny (1984–1990), wielokrotnie obejmowali też funkcję dziekanów na swoich wydziałach. Instytut początkowo afiliowany był przy Wydziale Filologiczno-Historycznym, a od reorganizacji struktur uniwersyteckich w 1996 roku przy Wydziale Historyczno-Pedagogicznym (od 2016 roku pod nazwą Wydział Nauk Społecznych).

## Adres
Instytut Nauk Pedagogicznych

Uniwersytetu Opolskiego

ul. Oleska 48

45-052 Opole

## Historia

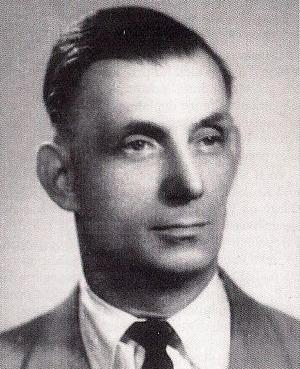
Witold Kruk-Ołpiński, jeden z głównych twórców dzisiejszego instytutu

Geneza instytutu sięga początków powołania do życia w 1950 roku we Wrocławiu Wyższej Szkoły Pedagogicznej. W ramach struktury tej szkoły powstał Zespół Pedagogiczny, stanowiący zalążek obecnej placówki, na którego czele stał dr Witold Kruk-Ołpiński.
1 stycznia 1953 roku zespół został przekształcony w Katedrę Pedagogiki, która wraz z całą uczelnią została w 1954 roku przeniesiona do Opola. W pierwszych latach istnienia opolskiej WSP mimo usługowego charakteru działalności Katedry Pedagogiki – w jej strukturze występuje pewne ukierunkowanie działalności naukowo-badawczej. Utworzono tzw. sekcje kierunkowe. Kierownikiem Sekcji Nauk Pedagogicznych był przez kilka lat dr Jan Zborowski. Sekcją Nauk Filozoficznych kierował dr Seweryn Dur, z kolei Sekcją Historii Oświaty i Wychowania dr Józef Madeja, a Sekcją Psychologiczną zawiadywał dr Witold Kruk-Ołpiński. Rozwój uczelni w nowym środowisku wpływał na poszerzenie zadań Katedry Pedagogiki, w związku z czym powiększał się skład personalny.
Powołanie kierunków pedagogicznych nastąpiło najpierw w formie studiów wieczorowych, które uruchomiono po raz pierwszy w roku akademickim 1960/1961. Pierwszymi studentami byli wybitni nauczyciele-praktycy, pracownicy kuratorium, inspektoratów oświaty oraz działacze Związku Nauczycielstwa Polskiego, którzy nie posiadali studiów wyższych. Studia wieczorowe z dyplomem magistra zakończyło 171 osób, zaś przez różne lata studiów przeszło ogółem 217 osób. Studenci ci realizowali program pedagogiki ogólnej. Dalsze lata przyniosły ze sobą nowe formy studiów zaocznych w zakresie pedagogiki.
Zarządzeniem Ministra Nauki, Szkolnictwa Wyższego i Techniki powołano 14 maja 1973 roku Instytut Pedagogiki Wyższej na Wyższej Szkole Pedagogicznej w Opolu z przekształcenia dotychczasowej Katedry Pedagogiki. Instytutu składał się z 5 zakładów: Zakładu Pedagogiki, Zakładu Psychologii, Zakładu Historii Wychowania i Oświaty, Zakładu Kultury Współczesnej, Zakładu Praktyk Pedagogicznych oraz Pracowni Nowych Technik Nauczania oraz Pracowni Metodyki Wychowania Harcerskiego. Od roku akademickiego 1973/1974 uruchomiono także po raz pierwszy studia stacjonarne, które rozpoczęło 190 studentów na trzech następujących kierunkach: pedagogika szkolna, opiekuńcza i kulturalno-oświatowa. W następnym roku akademickim 1974/75 uruchomiono pedagogikę przedszkolną. Instytut Pedagogiki WSP w Opolu nawiązał współpracę naukową z Wyższą Szkołą Pedagogiczną w Poczdamie (NRD), z Instytutem Pedagogicznym w Biełgorodzie (ZSRR) oraz z Samodzielnym Oddziałem Pedagogicznym w Opawie i Hradec Králové (Czechosłowacja). Współpracował a także innymi ośrodkami naukowymi w kraju. W 1989 roku nadano obecną nazwę placówce – Instytut Nauk Pedagogicznych.

## Władze (2016–2020)
Dyrektor: dr hab. Edward Nycz, prof. UO
Zastępca Dyrektora ds. Naukowych: dr hab. Eugenia Karcz–Taranowicz, prof. UO
Zastępca Dyrektora ds. Kształcenia i Studentów: dr Ewelina Konieczna

## Poczet dyrektorów
- 1973–1981: prof. dr hab. Teodor Musioł
- 1981–1990: prof. dr hab. Tadeusz Gospodarek
- 1990–1996: prof. dr hab. Zygmunt Łomny
- 1996–2016: prof. dr hab Zenon Jasiński
- od 2016: dr hab. Edward Nycz, prof. UO

## Kierunki kształcenia
Instytut kształci studentów na studiach pierwszego stopnia (licencjackich, 3-letnich). Do wyboru są następujące kierunki i specjalizacje:
- pedagogika
  - resocjalizacyjna z profilaktyka społeczną (dzienne, zaoczne)
  - opiekuńczo-wychowawcza i terapeutyczna (dzienne, zaoczne)
  - pracy z poradnictwem i bezpieczeństwem pracy (dzienne)
- praca socjalna (dzienne, zaoczne)

Po ukończeniu studiów pierwszego stopnia ich absolwenci mogą kontynuować naukę na studiach drugiego stopnia (magisterskich uzupełniających, 2-letnich). Do wyboru mają oni następujące kierunki i specjalizacje:
- pedagogika
  - kulturalno-oświatowa (dzienne)
  - planowanie i zarządzanie edukacją (dzienne, zaoczne)
  - pracy z doradztwem zawodowym (dzienne)
  - opiekuńczo-wychowawcza (dzienne, zaoczne)
  - resocjalizacyjna (dzienne, zaoczne)
- praca socjalna (dzienne, zaoczne)

Instytut prowadzi także studia doktoranckie (III stopnia), trwające 4 lata, po których ukończeniu można uzyskać stopień naukowy doktora nauk humanistycznych w zakresie pedagogiki. Aktualny limit miejsc na kierunku wynosi 15 osób rocznie. Ponadto placówka prowadzi studia podyplomowe:
- organizacja i zarządzanie oświatą
- nadzór pedagogiczny
- resocjalizacja instytucjonalna
- organizacja i zarządzanie w pomocy społecznej
- doradztwo zawodowe z coachingiem kariery

## Kierunki działalności
Instytut Nauk Pedagogicznych UO prowadzi badania związane z problematyką:
- reformy, kształcenia i wychowania we współczesnej szkole
- uwarunkowania socjologiczne
- psychologicznych i pedagogicznych aspektów rozwoju osobowości społecznej współczesnego Polaka
- przenikania się kultur na pograniczach etniczno-narodowych
- historii oświaty i kultury polskiej na Śląsku
- polityki społeczna i pozaprodukcyjnej funkcji zakładu pracy.

## Struktura organizacyjna

### Katedra Historii Oświaty i Wychowania oraz Pedagogiki Porównawczej
Pracownicy
- Kierownik: prof. dr hab. Zenon Jasiński
- prof. dr hab. Jolanta Kwiatek
- dr Karol Neish
- dr Marzanna Pogorzelska

### Katedra Pedagogiki Społecznej
Katedra Pedagogiki Społecznej UO powstała w 1999 roku z przekształcenia Zakładu Pedagogiki Opiekuńczej. Katedra sprawowała naukową opiekę nad specjalnością pedagogika opiekuńcza oraz pedagogika opiekuńcza i pracy socjalnej. Obecnie pełni tę funkcję w odniesieniu do pedagogiki opiekuńczo-wychowawczej. W Katedrze zrealizowano dwa projekty unijne, dające studentom możliwość doskonalenia zawodowego, poprzez staże organizowane w państwach Unii Europejskiej.
Pracownicy
- Kierownik: prof. dr hab. Józefa Brągiel
- dr hab. Wiesław Sikorski, prof. UO
- dr hab. Irena Murdecka
- dr Beata Górnicka
- dr Przemysław Kaniok
- dr Agnieszka Franczyk
- mgr Patrycja Kaszubska

### Katedra Edukacji Ustawicznej
Katedra Edukacji Ustawicznej UO powstał w 2004 roku jako Zakład Edukacji Ustawicznej w miejsce Katedry Badań nad Kulturą i Pracą. Pracownicy Zakładu byli inicjatorami zorganizowania specjalności gerontopedagogika na jednolitych studiach pięcioletnich stacjonarnych i niestacjonarnych. Pełnienie obowiązków kierownika powierzono dr hab. E. Sapii-Drewniak prof. UO. W roku 2004 w jej miejsce utworzono Zakład Edukacji Ustawicznej, pod tym samym kierownictwem. Tworzyli go wówczas: dr I. Czajkowska, dr J. Borusowska, dr A. Dzikomska, dr I. Gniazdowska, dr J. Pająk, dr K. Nowak-Wolna, dr J. Żurawicki, mgr J. Janik. Pracownicy Zakładu byli inicjatorami zorganizowania specjalności Gerontopedagogika na jednolitych studiach 5-letnich stacjonarnych i niestacjonarnych.
Kierownicy Zakładu
| Lata urzędowania | Kierownik                             |
| ---------------- | ------------------------------------- |
| 1973–1995        | prof. dr hab. Tadeusz Gospodarek      |
| od 1995 roku     | prof. dr hab. Eleonora Sapia-Drewniak |

Pracownicy
- Kierownik: prof. dr hab. Eleonora Sapia-Drewniak
- dr Jolanta Piechnik-Borusowska
- dr Katarzyna Jarosz
- dr Joanna Janik-Komar

### Zakład Pedagogiki Ogólnej
Pracownicy
- Kierownik: dr hab. Eugenia Karcz-Taranowicz, prof. UO
- dr Ewelina Konieczna
- dr Anna Krasnodębska
- dr Emilia Lichtenberg-Kokoszka

### Zakład Pedagogiki Resocjalizacyjnej
Zakład Pedagogiki Resocjalizacyjnej UO został powołany 2001 roku. Zasłynął w 2004 roku zorganizowaniem konferencji pt. Strategie rozwiązywania problemów uzależnień w państwach europejskich, która odbywał się w Turawie. Różnorodne zainteresowania naukowe pracowników związane z problemami niedostosowania społecznego owocują współpracą z wieloma instytucjami o charakterze profilaktyczno-resocjalizacyjnym.
Kierownicy Zakładu
| Lata urzędowania | Kierownik                          |
| ---------------- | ---------------------------------- |
| 2001–2003        | dr Irena Mudrecka                  |
| 2003–2008        | dr hab. Sylwia Badora, prof. UO    |
| od 2008 roku     | dr hab. Danuta Kowalczyk, prof. UO |

Pracownicy
- Kierownik: dr hab. Danuta Kowalczyk, prof. UO
- dr Anna Glińska-Lachowicz
- dr Jolanta Żarczyńska-Hyla
- dr Ewa Dubiel
- dr Mariusz Snopek

### Zakład Pracy Socjalnej
Pracownicy
- Kierownik: dr hab. Anna Weissbrot–Koziarska, prof. UO
- dr hab. Arkadiusz Żukiewicz, prof. UO
- dr hab. Iwona Dąbrowska-Jabłońska
- dr Piotr Sikora
- doc. PhDr. Ing. Emília Janigová PhD.
- mgr Agnieszka Bąkowska

### Zakład Kulturowych Podstaw Edukacji
Zakład jest kontynuacją Zakładu Kultury Współczesnej (powstał w latach siedemdziesiątych XX w.), którego wieloletnim kierownikiem był prof. dr hab. Tadeusz Gospodarek oraz Katedry Badań nad Kulturami Regionalnymi, której kierownikiem był prof. dr hab. Ryszard Kantor (1996-2005). 1 października 2005 r. połączyły się one w Zakład Pedagogiki Kultury. 1 stycznia 2014 r. w wyniku zmian strukturalnych Wydziału Historyczno-Pedagogicznego – Zakład Pedagogiki Kultury przekształcono w Zakład Kulturowych Podstaw Edukacji.
Kierownicy Zakładu
| Lata urzędowania | Kierownik                                |
| ---------------- | ---------------------------------------- |
| 2005–2012        | dr hab. Jadwiga Kosowska-Rataj, prof. UO |
| od 2012          | dr hab. Edward Nycz, prof. UO            |

Pracownicy
- Kierownik: dr hab Edward Nycz, prof. UO
- dr Andrzej Kącki
- mgr Marek Wiendlocha
- mgr Teresa Młyńczak

### Pracownia Metodyki i Praktyki Pracy Socjalnej
Pracownicy
- dr Piotr Sikora

### Samodzielna Pracownia Neuropedagogiki Stosowanej
Pracownicy
- dr hab. Wiesław Sikorski, prof UO

## Doktoratyhonoris causaUO (WSP) przyznane z inicjatywy instytutu
Instytut Nauk Pedagogicznych UO (WSP) był inicjatorem przyznania czterech godności doktora honoris causa uczelni:
- 4 października 1985: Bogdan Suchodolski
- 22 kwietnia 2004: Zbigniew Kwieciński
- 22 kwietnia 2004: Tadeusz Lewowicki